# James of St. George
Meester James of Saint George (ca. 1230-1309), ook bekend als Jacques de Saint-Georges d'Espéranche was een architect uit Savoye verantwoordelijk voor het ontwerpen van vele kastelen van Edward I. Hij ontwierp onder andere Conwy, Harlech en Caernarfon in 1283 en Beaumaris in Anglesey in 1295.
Op zijn terugreis uit het Heilig Land bezocht Edward I van Engeland in 1271 zijn vriend Filips, de hertog van Savoye. Die liet hem zijn nieuwe kasteel in aanbouw zien bij het dorp Saint-George-d'Espéranche en stelde de architect, "Maitre Jacques", aan hem voor. Toen Edward enkele jaren later op oorlogspad was in Wales, besloot hij overal in het veroverde land forten te bouwen om de Engelse heerschappij te bestendigen. Hij liet Maitre Jacques overkomen. In Engelse verslagen van 1278 wordt beschreven dat James naar Wales reisde toen er vier nieuwe kastelen werden gebouwd; Flint, Rhuddlan, Builth en Aberystwyth. James of St. George was meester steenhouwer bij Flint en Rhuddland tussen 1278 en 1282.
Hij werd benoemd tot "Master of the Royal Works in Wales" ("magister operacionum in Wallia") rond 1285 waarmee hij 3 shilling per dag verdiende. 
Na de dood van Sir John de Bevillard in augustus 1287 werd James of St. George benoemd tot Constable of Harlech Castle op 3 juli 1290. Deze positie behield hij to 14 december 1293.
Zijn laatste Welshe kasteel was Beaumaris, waaraan het werk in april 1295 begon. Hierna reisde hij Edward I achterna richting Schotland, waar hij onder andere werkte aan de nieuwe verdedigingswerken in Linlithgow in 1302 en bij Stirling tijdens de belegering van 1304.

## Fotogalerij

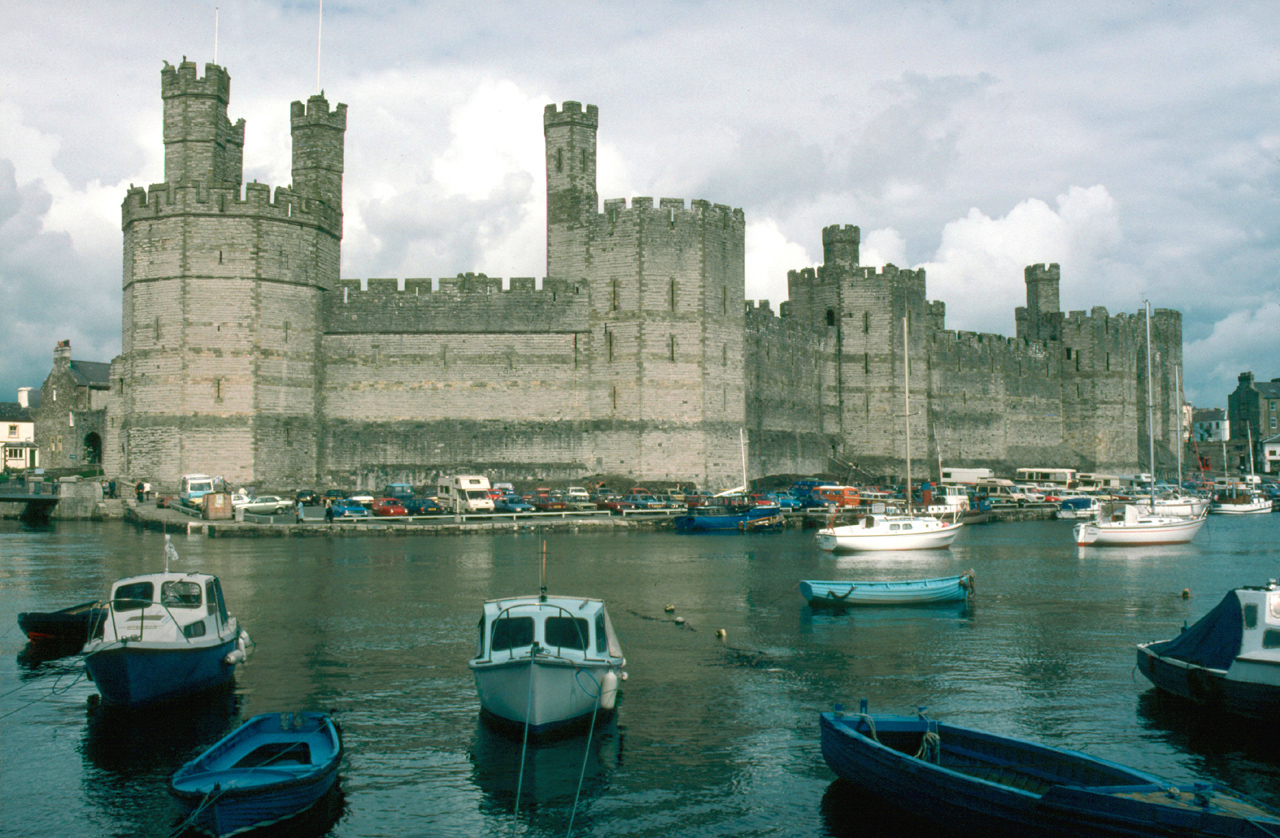
Largely intact portion of Caernarfon Castle, as seen from the sea
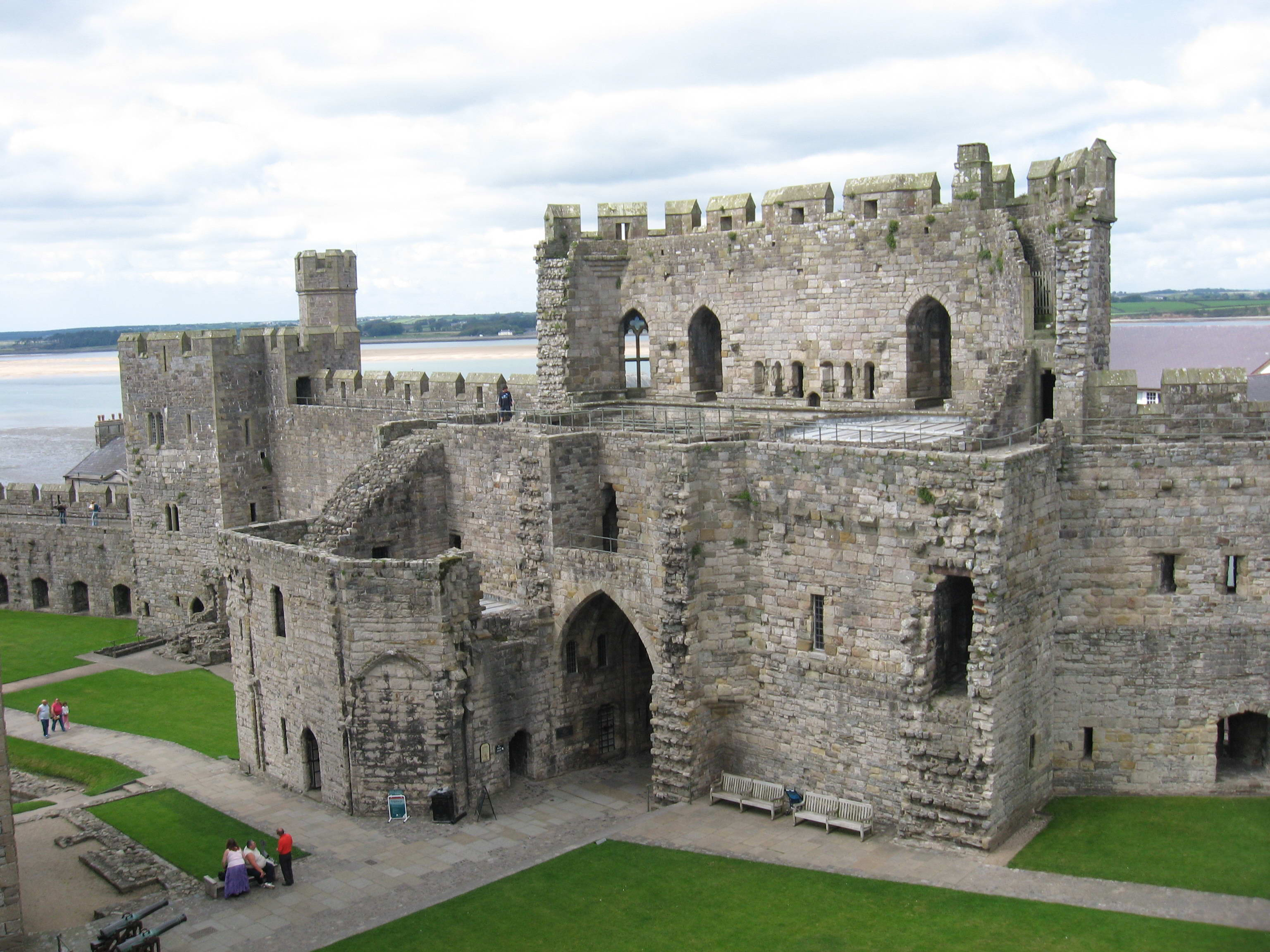
King's Gate, Caernarfon Castle
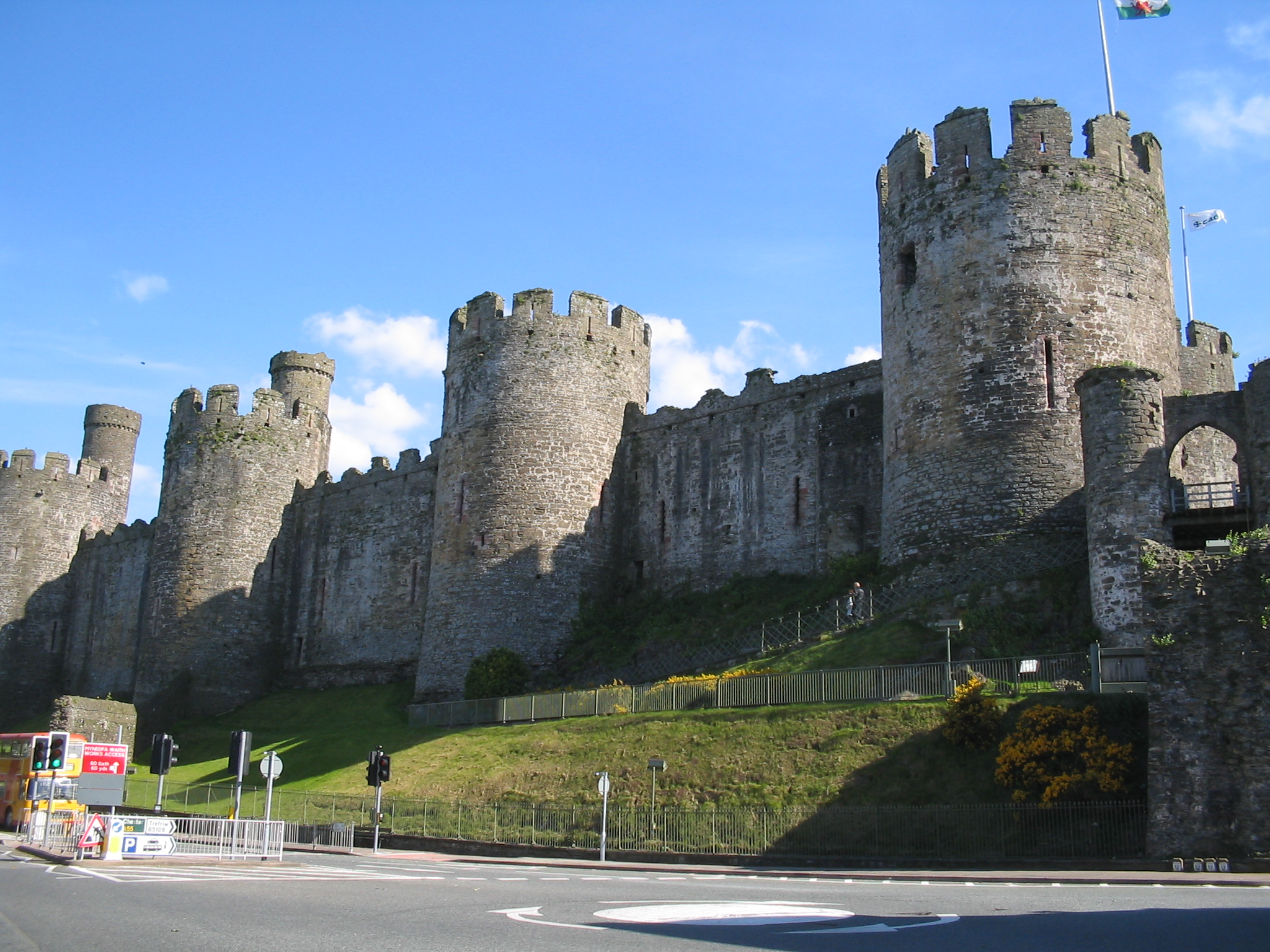
Conwy Castle
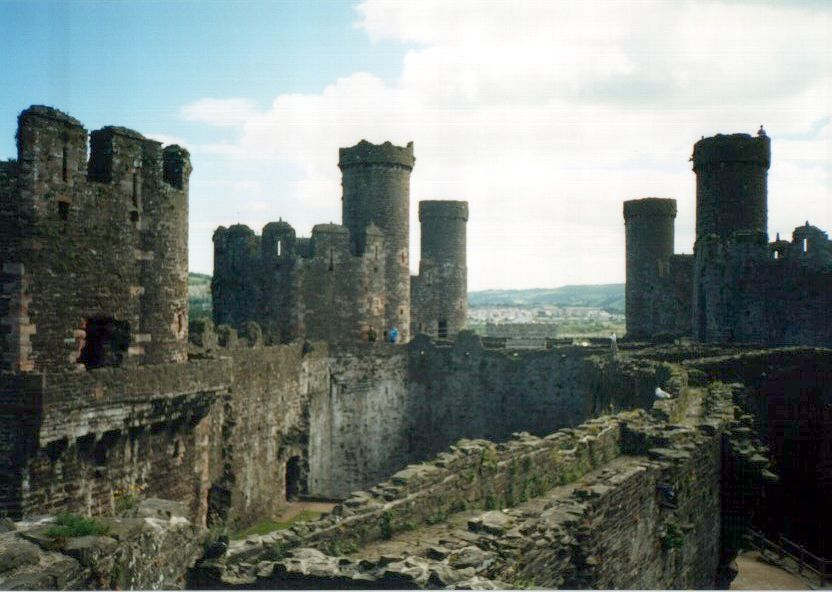
Conwy Castle
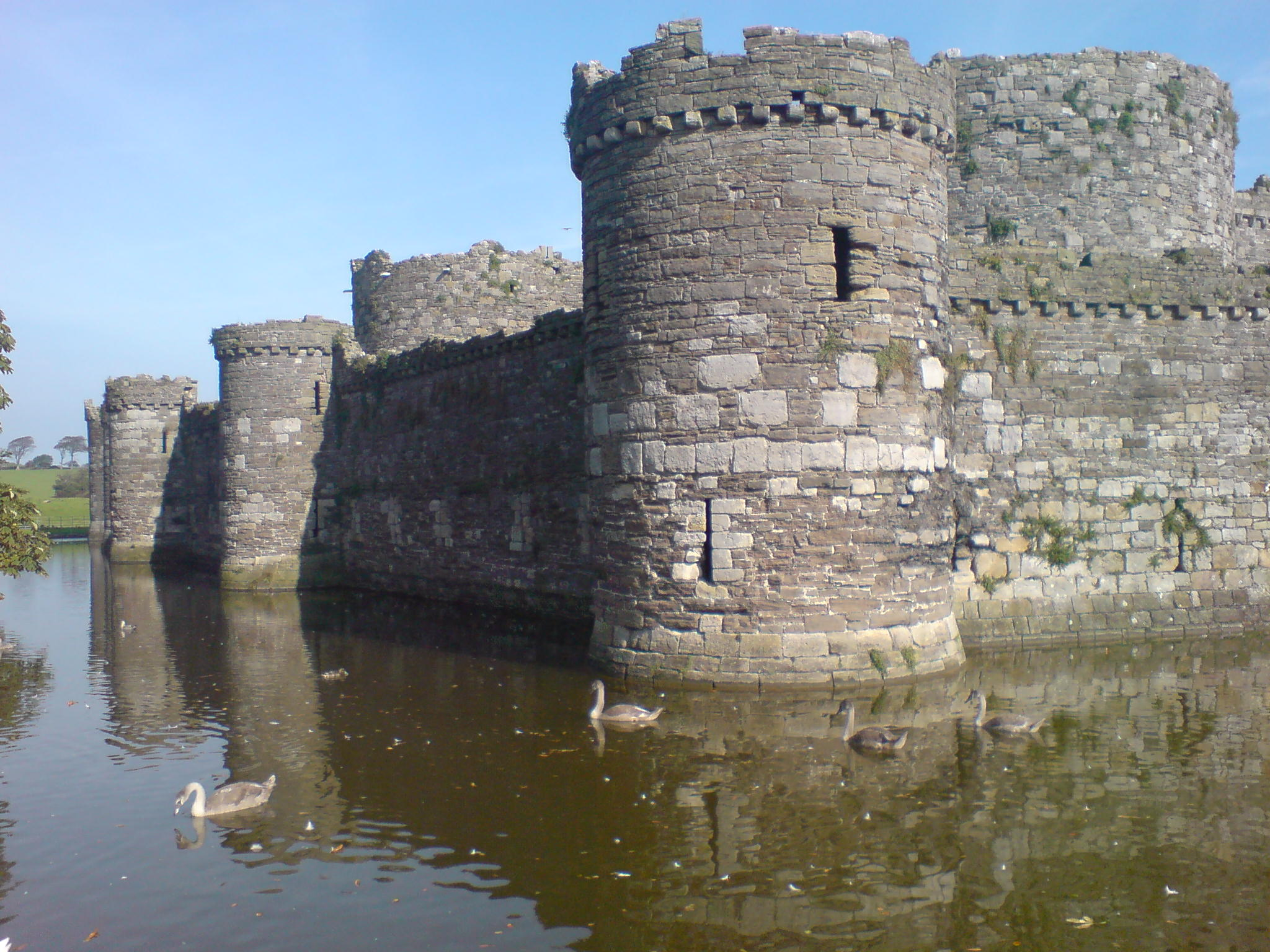
Beaumaris Castle
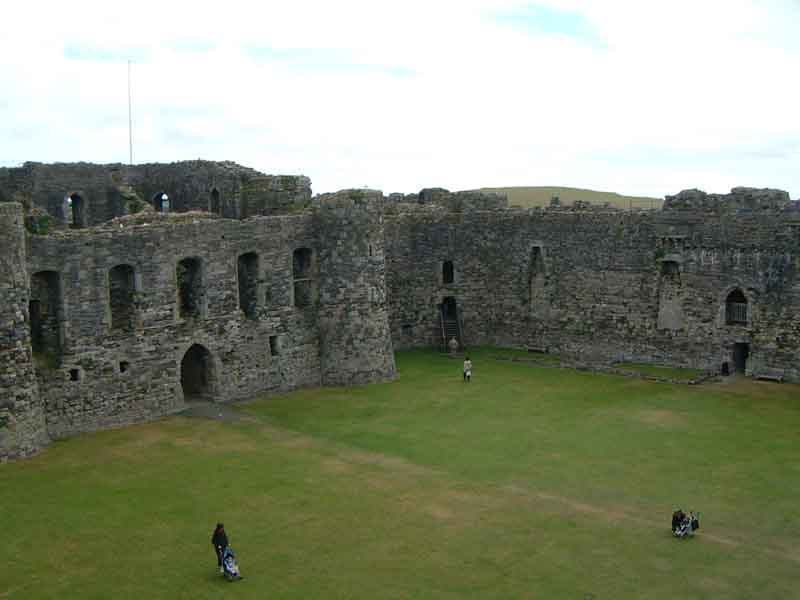
Beaumaris Castle
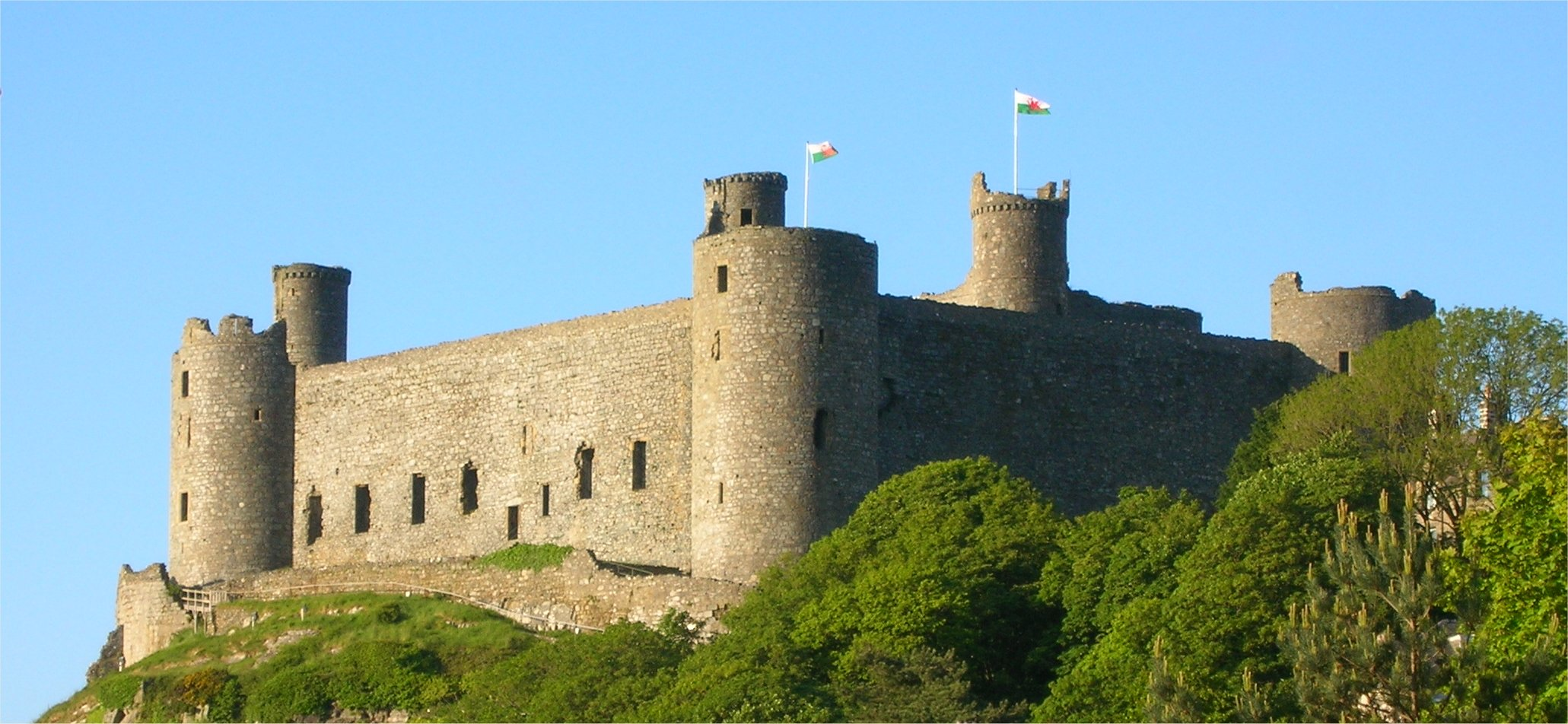
Harlech Castle
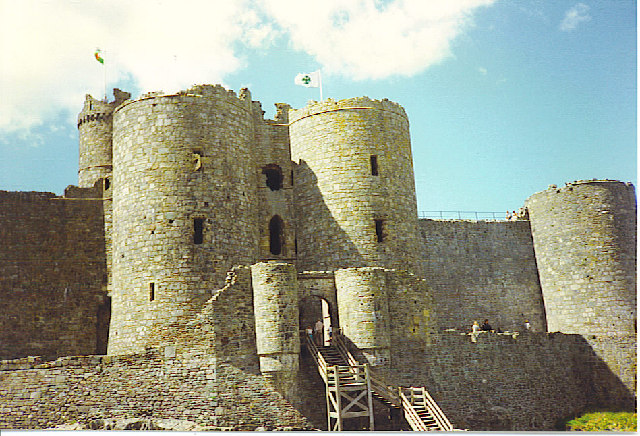
Gate house, Harlech Castle
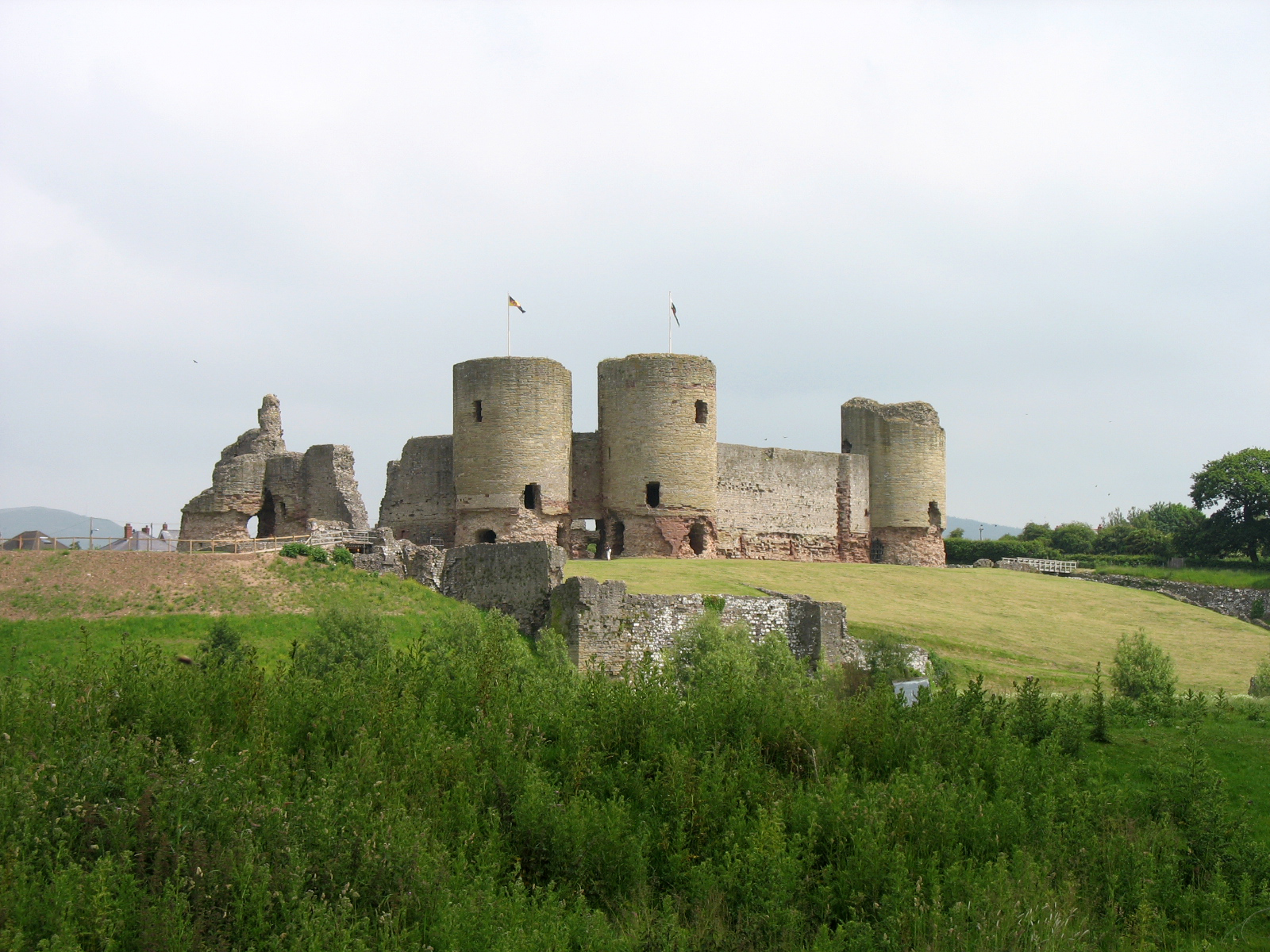
Rhuddlan Castle
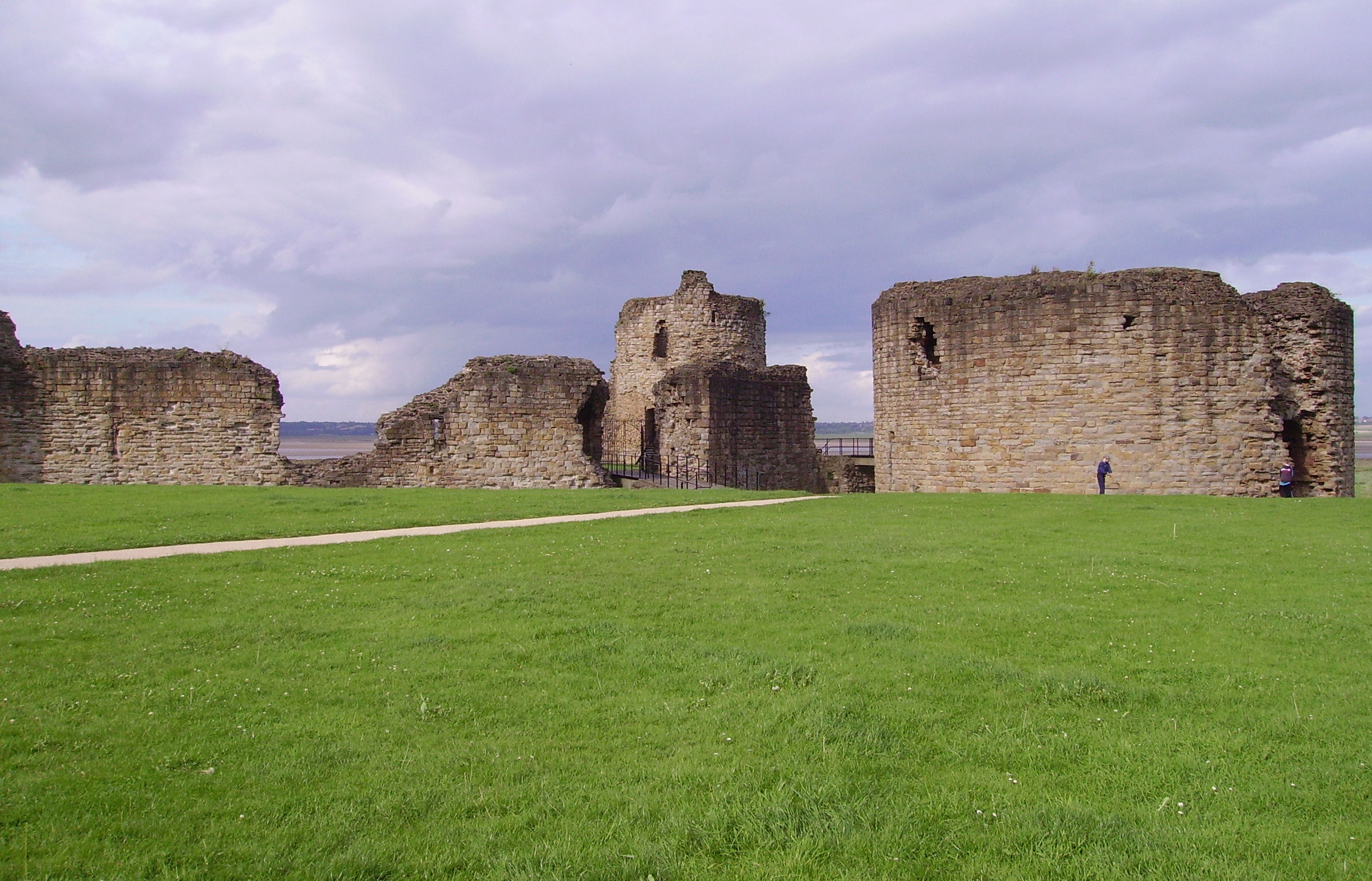
Flint Castle